# Герб Кургана
Герб муниципального образования город Курган Курганской области Российской Федерации — опознавательно-правовой знак, составленный и употребляемый в соответствии с геральдическими (гербоведческими) правилами, служащий официальным символом города Кургана как муниципального образования, единства его территории, населения, исторической преемственности, достоинства, административного значения, а также прав органов местного самоуправления муниципального образования города Курган.

## Герб 1785 года
Герб Кургана утверждён 17 (28) марта 1785 вместе с другими гербами городов Тобольского наместничества.

### Описание
В верхней части щита герб Тобольский. В нижней — в зелёном поле два серебряные кургана: по имени сего города и в знак, что оные при самом городе находятся.
Описание герба города Тобольска: «В синем поле, золотая пирамида с воинскою арматурою, с знаменами, барабанами и алебардами»

## Проект герба 1865 года
В 1865 году барон Бернгард (Борис) Васильевич Кёне разработал проект герба Кургана, выполненный по правилам 1857 года. Проект герба утверждён не был.

### Описание
В зеленом щите 2 серебряных холма (кургана), в вольной части герб Тобольской губернии. Щит увенчан серебряной башенной короной, за щитом положены накрест два золотых молотка, соединенных Александровской лентой.

## Герб 1970 года
Советский герб Кургана разработал художник Геннадий Иванович Иванчин. Этот герб утвержден 1 октября 1970 года исполнительным комитетом Курганского городского Совета депутатов трудящихся.
По сведениям Д. Иванова, автора действующей редакции герба г. Кургана, этот герб не был утвержден официально.

### Описание
Щит пересечен, нижняя часть рассечена. В верхнем красном поле золотое зубчатое колесо (золотая шестерня), в которое продеты три золотых же колоса; во втором зеленом поле два стилизованных серебряных кургана один за другим, в третьем синем поле золотая воинская арматура.
Два кургана иллюстрируют имя города, воинская арматура взята с герба Тобольска, так как Курган в прошлом входил в Тобольскую губернию.

## Малый герб 2001 года
Исторический герб Кургана восстановлен Решением от 4 июля 2001 года № 80 «О гербе муниципального образования города Курган».
Современный вариант герба сохраняет неизменным его со времени его Высочайшего утверждения Императрицей Екатериной II Великой 17 (28) марта 1785 года. Геральдическое описание герба дополнено указанием на серебряный цвет земли, над которой возвышаются курганы (в блазоне исторической версии герба этот цвет не был определен, хотя гербовые курганы никогда не изображались отвлеченными).
Герб города приведен в соответствие с требованиями Высочайшего Указа 1857 года об упорядочении земельных и городских гербов, в соответствии с которым пересечение гербовых щитов, объединявших региональную эмблему с местной, было отменено. Ввиду изменения административно-территориального статуса города, гербовые эмблемы Тобольского наместничества полностью удалены из герба города Кургана. В обновлённом изображении герба прорисовка курганов изменена для придания им большего сходства с реальными холмами.
Автор — Александр Рыбин, доработка — Дмитрий Иванов.

### Описание
В зеленом щите два серебряных кургана на серебряной же земле.

## Большой герб 2002 года
Дмитрием Валерьевичем Ивановым (г. Екатеринбург) разработан Большой герб Кургана. Автор добавил щитодержателей, которые стоят на подножии в виде двух зеленых курганов. Куница символизирует принадлежность города Кургана к Курганской области. Соболь — территориальная эмблема Сибири. Шейная корона на соболе напоминает о первоначальном (1682) имени Кургана — Царево Городище (Царев Курган), а также перекликается с короной на гербе Сибирского Царства. Щит окаймлен лентой ордена Трудового Красного Знамени, которым Курган награждён 14 июня 1982 года в связи с 200-летием получения статуса города и за успехи в народном хозяйстве. Девиз: «В ЖИЗНЬ» взят автором из текста Нового Завета («…Мы перешли из смерти в жизнь…»; Первое послание Иоанна, гл 3, стих 14).
Большой герб города утвержден решением Курганской городской Думы 20 марта 2002 года № 35 «О большом гербе города Кургана».
30 декабря 2002 года Курганская городская Дума приняла Решение № 173 «О дополнении герба города Кургана муниципальной короной». Перерисовку герба выполнил Д. Иванов.

### Описание
В зелёном поле геральдического щита на серебряной земле два серебряных же кургана (холма), при этом левый возникает из-за правого. Щитодержатели: лазоревая с золотыми мордой, грудью и таковым же языком куница, держащая знамя с гербом Кургана 1785 года, древко составное (зелень и серебро), копейный наконечник, бахрома и шнуры с кистями золотые; и чёрный соболь с червленым языком, имеющий на шее золотую корону с пятью остроконечными видимыми зубцами, держащий подобное же знамя с гербом Кургана 1878 года; подножие два зеленых кургана (холма).
Геральдический щит увенчан золотой башенной короной о пяти зубцах, с тремя зубчиками на каждом зубце, и дополнен лентой ордена Трудового Красного Знамени. Девиз: В ЖИЗНЬ — начертан черными литерами на серебряной ленте.
Герб Кургана 1785 года представляет собой пересеченный щит: вверху герб Тобольский в лазоревом поле золотая пирамида с воинскою арматурою, с знаменами, барабанами и алебардами; внизу собственно герб Кургана. Барабаны и алебарды изображаются золотом; знамёна могут изображаться пурпурными или червлёными.
Герб Кургана 1878 года имеет в золотой вольной части червленую атаманскую булаву, на которой чёрный щит Ермака, круглый, украшенный драгоценными камнями, между двумя косвенно накрест положенными червлеными знаменами с черными древками и остриями от копья (Тобольский герб 1878 года). Щит Ермака может изображаться и без драгоценных камней (при сильно уменьшенном изображении герба).
Геральдическая правая сторона находится слева от зрителя, левая — справа.
Герб может воспроизводиться как с внешними украшениями, так и без них; все версии герба равноправны и имеют одинаковый статус.
Пояснительные изображения герба города, исполненные при помощи условной геральдической штриховки (шраффировки):
- лазоревый (синий, голубой) цвет заменяется штриховкой из горизонтальных линий;
- червленый (красный) цвет заменяется штриховкой из вертикальных линий;
- чёрный цвет может заменяться штриховкой из пересекающихся горизонтальных и вертикальных линий (в сетку);
- золото (золотистый, жёлтый цвет) передается точками, которыми покрывается вся поверхность таких эмблем и элементов;
- серебро (белый цвет) графически не передается: такие эмблемы и элементы остаются белыми[9].